# Glastonbury Tor
Glastonbury Tor est une colline située à Glastonbury, dans le comté du Somerset, en Angleterre. Sur cette colline se trouve une tour sans toit appelée tour Saint-Michel. Le site est géré par le National Trust. Il a été désigné Monument Historique classé.

## Toponymie
« Tor » est un mot dérivant du vieil anglais torr signifiant « affleurement de la roche » ou « colline ».

## Géographie

### Situation, topographie
Cette colline (tor) se distingue par son emplacement : elle se situe au milieu d'une plaine appelée Summerland Meadows, qui fait partie des Somerset Levels. Cette plaine est un ancien marécage asséché au beau milieu duquel le tor se dressait autrefois telle une île. Mais aujourd'hui, avec les habitations environnantes, il est devenu une péninsule arrosée par la rivière Brue sur trois côtés.

### Géologie
Le tor est constitué de couches d'argile et de strates de grès datant de la période du Jurassique (Blue Lias). La couche supérieure est recouverte d'un grès dur dont la résistance à l'érosion, comparé aux couches inférieures, explique la hauteur du tor.
Les eaux du puits Chalice (en), riches en fer, constituent une source qui coule depuis des millions d'années tel un puits artésien, imprégnant le grès qui l'entoure d'oxyde de fer qui s'en trouve renforcé. Riche en fer mais pauvre en oxygène, l'eau transporte dans l'aquifère du fer « ferreux » dissout (oxyde de fer(II)), mais avec l'augmentation des surfaces de l'eau et de l'oxygène qu'elle contient, le fer « ferrique » oxydé (oxyde de fer(III)) laisse des gouttes d'oxyde « rouillé » insoluble qui se lient à la pierre environnante, la rendant ainsi plus dure. Les alentours de la colline de Glastonbury étant progressivement rongés par le grès malléable, le tor est devenu de plus en plus visible.

## Histoire
Certains outils en silex retrouvés au sommet du tor et datant du Néolithique montrent que le site a été visité et peut-être occupé au cours de la Préhistoire.
Entre 1964 et 1966, des fouilles menées par Philip Rahtz (en) et son équipe ont été entreprises sur cette colline. Elles ont révélé que, durant l'Âge sombre, les environs du lieu où plus tard allait se dresser l'église médiévale Saint-Michel avaient été occupés. Ces fouilles ont permis de découvrir des trous creusés par des poteaux, deux foyers de cheminées comprenant une forge de ferronnier, deux enterrements orientés nord-sud (donc probablement pas chrétiens), des fragments d'amphores méditerranéennes datant du VIe siècle (vases utilisés pour le vin ou l'huile de cuisine) et une tête de bronze creuse et usée ayant peut-être appartenu à l'un des membres d'une tribu anglo-saxonne.
Les vestiges du village voisin de Glastonbury Lake Village (en) ont été identifiés en 1892 et ont montré que durant l'âge du fer, soit environ 300-200 ans av. J.-C., il existait un village dans lequel se trouvait une île dans les marécages que l'on pouvait facilement défendre. Des ouvrages de terre ainsi que des restes romains prouvent que le lieu a été occupé plus tard. Les Bretons semblent avoir appelé cet endroit Ynys yr Afalon (signifiant l'« île d'Avalon ») et certains pensent qu'il s'agit là de l'Avalon de la légende arthurienne.

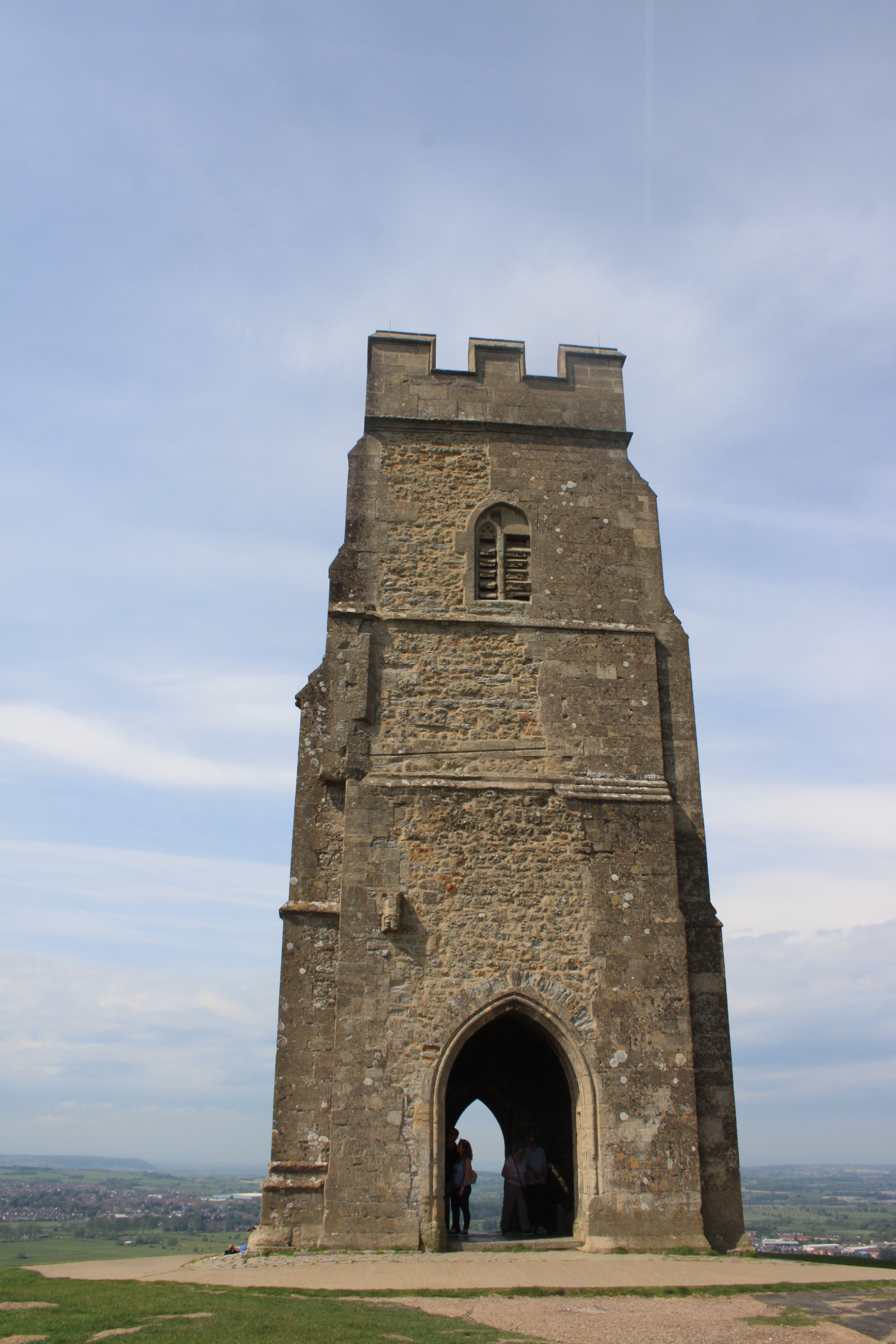
Vue des ruines de l'église Saint-Michel.

Le nom celtique du tor était Ynys Wydryn, ou parfois Ynis Gutrin, signifiant « île de verre ». À cette époque, la plaine était inondée et l'île devenait progressivement une péninsule à marée basse. Des restes d'un fort du Ve siècle ont été trouvés sur le tor et ont été remplacés par l'église médiévale Saint-Michel qui a existé jusqu'en 1275. Selon le British Geological Survey, l'église a été détruite le 11 septembre 1275 par un séisme ressenti jusqu'à Londres, Canterbury et dans le pays de Galles, détruisant de nombreuses maisons et églises dans tout le Sud de l'Angleterre. L'intensité évaluée à Glastonbury est supérieure à 7 (échelle MSK), avec un épicentre aux environs de Portsmouth ou Chichester, dans le Sud de l'Angleterre. Il est possible que la forme du tor ait conduit à une amplification des ondes sismiques (effets de site) à l'endroit même où l'église était située.
Une seconde église, construite dans les années 1360, a survécu jusqu'à la dissolution des monastères en 1539, date à laquelle le tor est devenu le lieu d'exécution de Richard Whiting (en), le dernier abbé de l'abbaye de Glastonbury, ainsi que celui de deux de ses moines. Tous trois ont été pendus, éviscérés et écartelés. Les vestiges de la tour Saint-Michel ont été restaurés dans les temps modernes. Il s'agit d'un monument historique de 1re classe, géré par le National Trust.
Le site de la foire qui se tient au pied de la colline est connu sous le nom traditionnel de Fair Field, nom donné à une clôture agricole. Les clôtures dans le paysage local remontent au XVIIIe siècle.

## Mythologie
Le tor est associé au nom d'Avalon et est identifié au roi Arthur depuis le récit de Giraud de Barri sur la prétendue découverte en 1191 de deux cercueils sur lesquels on pouvait clairement lire les noms du roi Arthur et celui de la reine Guinevere. L'archéologie moderne a révélé plusieurs structures datant de l'Antiquité tardive.
Au XIXe siècle, avec la résurgence de l'intérêt pour la mythologie celtique, le tor devint associé à Gwynn ap Nudd, appelé Lord des Enfers (Lord of the Underworld), et plus tard Roi des Fées (King of the Fairies). Le tor fut alors décrit comme étant une entrée menant vers l'Autre Monde des Celtes (Annwvyn) ou vers Avalon, le pays des fées.
Un mythe persistant, d'origine plus moderne, est celui du zodiaque de Glastonbury (Glastonbury Zodiac ou Temple of the Stars). On dit qu'un zodiaque astrologique aux proportions gargantuesques a été creusé dans la terre longeant les haies et les chemins. Cette théorie a été mise en avant pour la première fois par Katherine Maltwood (en), une artiste intéressée par les sciences occultes qui pensait que le zodiaque avait été construit il y a environ 5 000 ans. Cependant, la plus grande partie du terrain qui aurait été couvert par le zodiaque était à plusieurs pieds sous l'eau à l'époque où ce dernier est censé avoir été construit.
Dans son livre intitulé The Templar Code For Dummies, Christopher Hodapp (en) affirme que Glastonburry Tor est peut-être l'un des endroits où se trouve le Graal (Holy Grail) en raison de sa proximité avec l'endroit où se situe le monastère qui abrite la coupe de Nanteos.
Une autre hypothèse est que la forme du tor a été changée pour devenir un labyrinthe en forme de spirale pour répondre à des rituels religieux. Le mythe selon lequel le tor est le lieu où se trouve le château en dédale du roi des enfers fait également partie de ces spéculations.

## Les terrasses

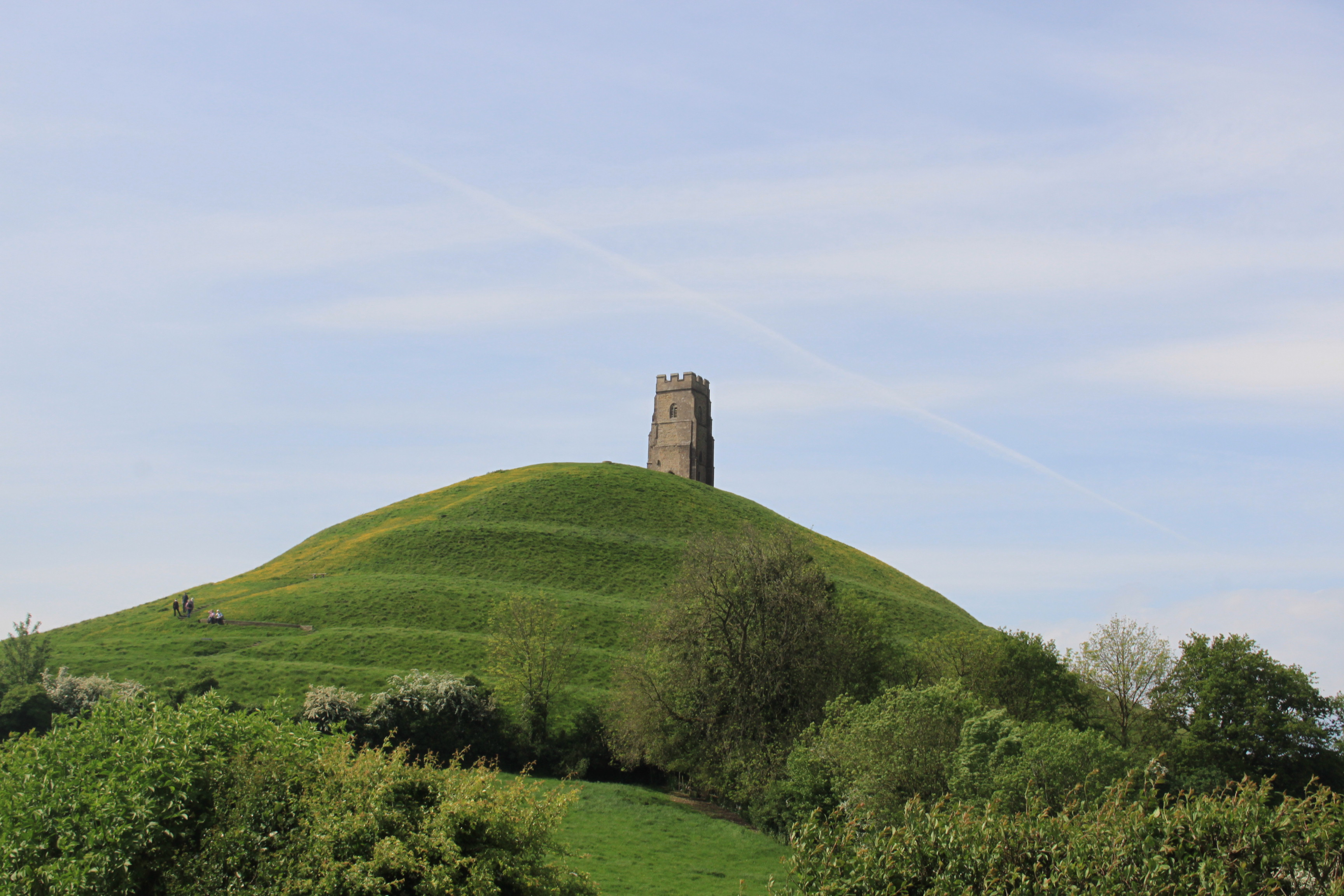
Vue des terrasses depuis le nord-est.

Les sept terrasses profondes et quasiment symétriques font partie des mystères du tor sur lesquels on continue à s'interroger. Plusieurs explications possibles ont été avancées à leur sujet. 
1. L'agriculture : beaucoup de cultures mais pas le moindre fermier britannique du Moyen Âge ne possédait de culture en terrasses pour faciliter le labourage. Cependant, Mann observe que si l'agriculture avait été la raison de la création de ces terrasses, on se serait attendus à ce que les efforts soient concentrés sur le côté sud où les conditions ensoleillées auraient permis un bon rendement. Toutefois, on peut voir que les terrasses sont également profondes au nord où les récoltes seraient moindres. De plus, aucune des autres pentes de l'île n'a été arrangé en terrasses même si les endroits les plus abrités permettraient d'obtenir un rendement plus important quant à la quantité de travail fourni.
2. Le pâturage : sur le long terme, le pâturage peut mener au développement des terrasses mais ces dernières sont généralement beaucoup plus petites que celles observées à Glastonbury et tendent également à être parallèles aux contours de la colline. À certains endroits, les terrasses de Glastonbury sont assez escarpées et il est difficile de comparer avec d'autres collines qui ont, elles-aussi, les mêmes motifs dus à l'érosion causée par le bétail.
3. Des remparts défensifs : dans cette zone, d'autres forts situés sur les collines et datant de l'âge du fer, apportent la preuve d'une vaste fortification des flancs, comme en témoigne le fort de South Cadbury (en). Cependant, la forme normale de ces remparts est celle de talus et de douves et sur le tor, il n'y a aucune preuve d'un tel aménagement. De plus, étant l'un des endroits les plus largement fortifiés dans la Grande Bretagne ancienne, South Cadbury avait trois cercles concentriques de talus et de douves supportant une enceinte de 18 hectares. En opposition, le tor a sept cercles et très peu d'espace pour assurer la sécurité d'une communauté, rendant en effet étrange le fait de s'être donné tant de mal pour gagner si peu en retour.
4. Le labyrinthe : un archéologue britannique, le professeur Rahtz (dans Mann, en 1993) pensait que la théorie selon laquelle les terrasses du tor dessinaient les vestiges d'un labyrinthe à trois dimensions « valait la peine d'être étudiée ». Cette théorie, avancée pour la première fois par Geoffrey Russell en 1968, mentionne que le « labyrinthe classique » (« Caerdroia » en gallois), un motif que l'on pouvait trouver au cours de la période néolithique, peut être facilement transposé sur le tor. Ainsi, en allant et venant sur ces terrasses, on finit par atteindre le sommet de la même façon. Il n'est pas facile d'évaluer cette hypothèse. Un labyrinthe placerait probablement les terrasses dans l'ère néolithique (Rahtz, dans Mann, en 1993), mais, le lieu ayant été occupé à plusieurs reprises depuis ce temps là, il y a peut-être eu des modifications substantielles effectuées par des fermiers et /ou des moines. Les fouilles permettant d'en apporter la preuve n'ont pas été menées.